# Fido (Hund)

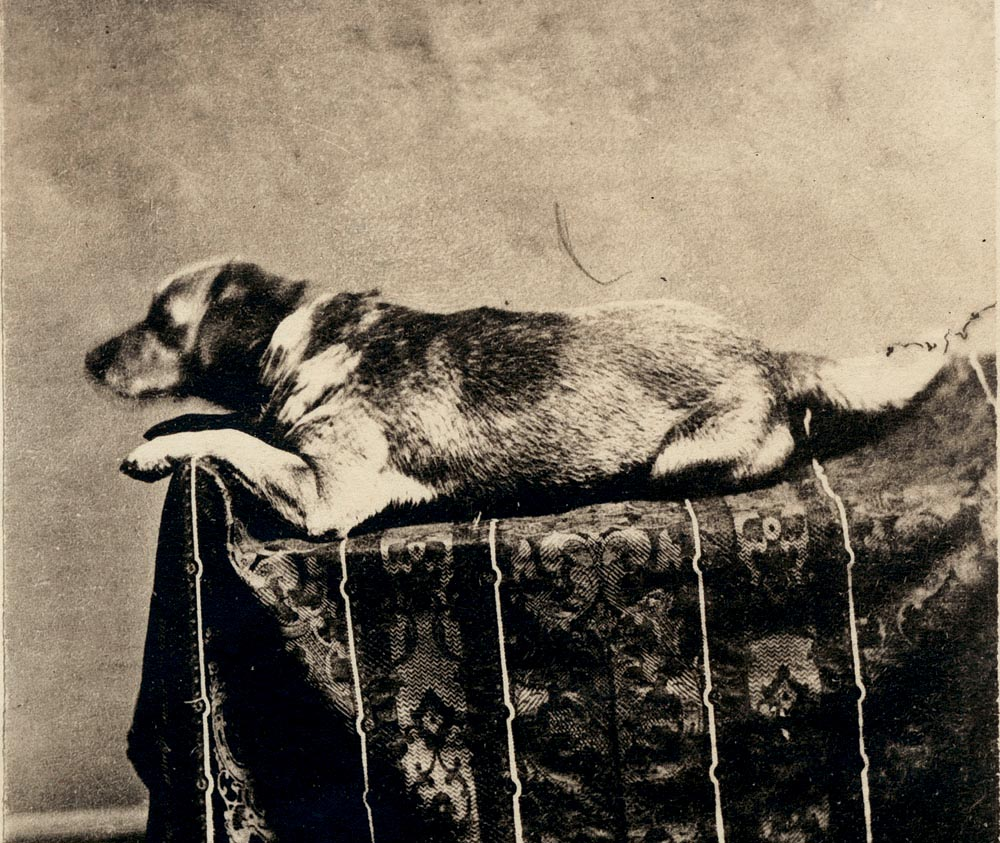
Fido (1860)

Fido (geb. vor Juni 1855, gest. 1865) war der Lieblingshund des 16. Präsidenten der Vereinigten Staaten, Abraham Lincoln.
Im Jahr 1855, als sich Lincoln aus der Politik zurückgezogen hatte und in einer Schaffenskrise befand, lief der langohrige gelbfarbene Mischlingshund Fido seiner Familie zu. Zu dieser Zeit war Fido wahrscheinlich noch ein Welpe und folgte Lincoln selbst oder einem seiner Söhne, William und Thomas, nach Hause. Erhaltene Aufzeichnungen einer Apotheke in Springfield, Illinois, aus jener Zeit über Lincolns Kauf eines Wurmmittels legen nahe, dass Fido ab spätestens Ende Juni 1855 bei den Lincolns lebte. Während Lincoln selbst sowie William und Thomas ihn mochten, hatte Mary Lincoln Angst vor Hunden jeglichen Alters, und ihr ältester Sohn, Robert Todd Lincoln, fürchtete sich seit einem Hundebiss in früher Kindheit ebenfalls vor ihnen. Nach dem Sieg bei der Präsidentschaftswahl in den Vereinigten Staaten 1860 und dem damit verbundenen Umzug in das Weiße Haus beschloss Lincoln trotz der Bitten der beiden jüngeren Söhne, Fido in Springfield zu lassen, weil er meinte, die Geschwindigkeit und Unruhe einer Bahnfahrt sei zu gefährlich für den Hund. Noch bevor die Familie am 7. Februar 1861 nach Washington, D.C. aufbrach, ließen Willy und Thomas in einem Fotostudio eine Aufnahme von Fido anfertigen. Danach kam der Hund in die Obhut der Brüder John Linden und Frank Roll, die mit den jungen Lincolns befreundet waren. Weniger als ein Jahr nach der Ermordung Lincolns fand auch Fido einen gewaltsamen Tod, als er auf einen betrunkenen, auf dem Boden sitzenden Mann spielerisch die Pfoten setzte und von ihm daraufhin erstochen wurde.